# La Marraine de Charley (film, 1963)
Pour les articles homonymes, voir La Marraine de Charley.
Pour plus de détails, voir Fiche technique et Distribution.
La Marraine de Charley (titre original : Charleys Tante) est un film autrichien réalisé par Géza von Cziffra, sorti en 1963.
Scénarisé par Gustav Kampendonk, sous le titre allemand de Charleys Tante d'après la comédie-bouffe de Brandon Thomas Charley's Aunt (1892 adaptée en français par Maurice Ordonneau sous le titre La Marraine de Charley. Le film met en vedette les acteurs Peter Alexander, Maria Sebaldt (de) et Peter Vogel (de).

## Fiche technique
- Titre : La Marraine de Charley
- Titre original : Charleys Tante
- Réalisation :	Géza von Cziffra
- Assistant-réalisateur : Herta Friedl
- Scénario :  Gustav Kampendonk, Géza von Cziffra, d'après la pièce de Brandon Thomas
- Photographie :  Willy Winterstein
- Montage : Arnfried Heyne
- Musique : Johannes Fehring
- Direction artistique :
- Décors : Fritz Jüptner-Jonstorff, Alexander Sawczynski
- Costumes : Lambert Hofer (de), Paul Seltenhammer
- Son :  Herbert Janeczka
- Producteur :  Herbert Gruber
- Société de production : Sascha-Film
- Société de distribution :  Exportfilm Bischoff & Co (distribution internationale), Constantin Film (Allemagne de l'Ouest), Gofilex (Pays-Bas)
- Pays de production :  Autriche
- Langue :  Allemand
- Métrage : 2 446 mètres
- Format : Couleur (Eastmancolor) — 35 mm — 1,37:1 — Son : Mono
- Genre : Comédie
- Durée : 84 minutes
- Dates de sortie :
  - Allemagne de l'Ouest : 20 septembre 1963
  - Pays-Bas : 21 mai 1964 (Weert) / 18 juin 1964 (sortie nationale)
  - Danemark : 12 octobre 1963
  - France : 11 juin 1965

## Distribution
- Peter Alexander : Dr. Otto Wilder
- Maria Sebaldt (de) : Carlotta Ramirez
- Peter Vogel (de) : Charley Sallmann
- Astrid Frank : Ulla Bergström
- Marlene Rahn (de) : Britta Nielsen
- Alfred Böhm (de) :  Ralf Wilder
- Helli Servi : Mona
- Johann Sklenka (de) : Heinrich
- Rudolf Carl : Wolke
- Fritz Eckhardt : August Sallmann
- Rudolf Vogel : Niels Bergström
- Hans Unterkircher : le consul général

## Autour du film
- Le film a été tourné aux studios Rosenhügel à Vienne. Les décors du film ont été conçus par les directeurs artistiques Fritz Jüptner-Jonstorff et Alexander Sawczynski.